# Billie Jean King Cup 2024
La Copa Billie Jean King 2024, coneguda oficialment com a Billie Jean King Cup 2024, correspon a la 61a edició de la Billie Jean King Cup, la competició nacional de tennis més important en categoria femenina.

## Billie Jean King Cup Finals
Data: 14−20 de novembre de 2024

Seu: Martín Carpena, Màlaga, Espanya

Superfície: Dura interior
12 equips nacionals participen en l'esdeveniment classificats de la següent forma:
- 2 finalistes de les Finals de l'edició anterior
- 1 país organitzador
- 1 convidat
- 8 guanyadors de la fase de classificació

| Alemanya    | Austràlia    | Canadà (G) | Eslovàquia  |
| Espanya (A) | Estats Units | Itàlia (F) | Japó        |
| Polònia     | Regne Unit   | Romania    | Txèquia (C) |

### Quadre
|  | Primera ronda  | Primera ronda  | Primera ronda  |   |         | Quarts de final | Quarts de final | Quarts de final |   |  | Semifinals | Semifinals     | Semifinals |  |  | Final      | Final | Final |
|  |                |                |                |   |         |                 |                 |                 |   |  |            |                |            |  |  |            |       |       |
|  |                |                |                |   |         |                 |                 |                 |   |  |            |                |            |  |  |            |       |       |
|  | 1              | Canadà         |                |   |         |                 |                 |                 |   |  |            |                |            |  |  |            |       |       |
|  | 1              | Canadà         | 17 de novembre |   |         |                 |                 |                 |   |  |            |                |            |  |  |            |       |       |
|  |                | −              |                |   |         |                 |                 |                 |   |  |            |                |            |  |  |            |       |       |
|  |                | 1              | Canadà         | 0 |         |                 |                 |                 |   |  |            |                |            |  |  |            |       |       |
|  | 15 de novembre | 1              | Canadà         | 0 |         |                 |                 |                 |   |  |            |                |            |  |  |            |       |       |
|  |                |                | Regne Unit     | 2 |         |                 |                 |                 |   |  |            |                |            |  |  |            |       |       |
|  |                | Alemanya       | Regne Unit     | 2 | 0       |                 |                 |                 |   |  |            |                |            |  |  |            |       |       |
|  |                | Alemanya       |                |   | 0       |                 | 19 de novembre  |                 |   |  |            |                |            |  |  |            |       |       |
|  |                | Regne Unit     | 2              |   |         |                 |                 |                 |   |  |            |                |            |  |  |            |       |       |
|  |                |                |                |   |         |                 |                 | Regne Unit      | 1 |  |            |                |            |  |  |            |       |       |
|  |                |                |                |   |         |                 |                 |                 | 1 |  |            |                |            |  |  |            |       |       |
|  |                |                | Eslovàquia     | 2 |         |                 |                 |                 |   |  |            |                |            |  |  |            |       |       |
|  | 4              | Austràlia      | Eslovàquia     | 2 |         |                 |                 |                 |   |  |            |                |            |  |  |            |       |       |
|  | 4              | Austràlia      | 17 de novembre |   |         |                 |                 |                 |   |  |            |                |            |  |  |            |       |       |
|  |                | −              |                |   |         |                 |                 |                 |   |  |            |                |            |  |  |            |       |       |
|  |                | 4              | Austràlia      | 0 |         |                 |                 |                 |   |  |            |                |            |  |  |            |       |       |
|  | 14 de novembre | 4              | Austràlia      | 0 |         |                 |                 |                 |   |  |            |                |            |  |  |            |       |       |
|  |                |                | Eslovàquia     | 2 |         |                 |                 |                 |   |  |            |                |            |  |  |            |       |       |
|  |                | Eslovàquia     | Eslovàquia     | 2 | 2       |                 |                 |                 |   |  |            |                |            |  |  |            |       |       |
|  |                | Eslovàquia     |                |   | 2       |                 |                 |                 |   |  |            | 20 de novembre |            |  |  |            |       |       |
|  |                | Estats Units   | 1              |   |         |                 |                 |                 |   |  |            |                |            |  |  |            |       |       |
|  |                |                |                |   |         |                 |                 |                 |   |  |            |                |            |  |  |            |       |       |
|  |                |                |                |   |         |                 |                 |                 |   |  |            |                |            |  |  | Eslovàquia | 0     |       |
|  |                |                |                |   |         |                 |                 |                 |   |  |            |                |            |  |  | Eslovàquia | 0     |       |
|  |                | 3              | Itàlia         | 2 |         |                 |                 |                 |   |  |            |                |            |  |  |            |       |       |
|  | 2              | 3              | Itàlia         | 2 | Txèquia |                 |                 |                 |   |  |            |                |            |  |  |            |       |       |
|  | 2              | 16 de novembre |                |   | Txèquia |                 |                 |                 |   |  |            |                |            |  |  |            |       |       |
|  |                | −              |                |   |         |                 |                 |                 |   |  |            |                |            |  |  |            |       |       |
|  |                | 2              | Txèquia        | 1 |         |                 |                 |                 |   |  |            |                |            |  |  |            |       |       |
|  | 15 de novembre | 2              | Txèquia        | 1 |         |                 |                 |                 |   |  |            |                |            |  |  |            |       |       |
|  |                |                | Polònia        | 2 |         |                 |                 |                 |   |  |            |                |            |  |  |            |       |       |
|  |                | Espanya        | Polònia        | 2 | 0       |                 |                 |                 |   |  |            |                |            |  |  |            |       |       |
|  |                | Espanya        |                |   | 0       |                 | 18 de novembre  |                 |   |  |            |                |            |  |  |            |       |       |
|  |                | Polònia        | 2              |   |         |                 |                 |                 |   |  |            |                |            |  |  |            |       |       |
|  |                |                |                |   |         |                 |                 | Polònia         | 1 |  |            |                |            |  |  |            |       |       |
|  |                |                |                |   |         |                 |                 |                 | 1 |  |            |                |            |  |  |            |       |       |
|  |                | 3              | Itàlia         | 2 |         |                 |                 |                 |   |  |            |                |            |  |  |            |       |       |
|  | 3              | 3              | Itàlia         | 2 | Itàlia  |                 |                 |                 |   |  |            |                |            |  |  |            |       |       |
|  | 3              | 16 de novembre |                |   | Itàlia  |                 |                 |                 |   |  |            |                |            |  |  |            |       |       |
|  |                | −              |                |   |         |                 |                 |                 |   |  |            |                |            |  |  |            |       |       |
|  |                | 3              | Itàlia         | 2 |         |                 |                 |                 |   |  |            |                |            |  |  |            |       |       |
|  | 14 de novembre | 3              | Itàlia         | 2 |         |                 |                 |                 |   |  |            |                |            |  |  |            |       |       |
|  |                |                | Japó           | 1 |         |                 |                 |                 |   |  |            |                |            |  |  |            |       |       |
|  |                | Japó           | Japó           | 1 | 2       |                 |                 |                 |   |  |            |                |            |  |  |            |       |       |
|  |                | Japó           |                |   | 2       |                 |                 |                 |   |  |            |                |            |  |  |            |       |       |
|  |                | Romania        | 1              |   |         |                 |                 |                 |   |  |            |                |            |  |  |            |       |       |

### Final
| · Eslovàquia · 0 | Martín Carpena, Màlaga, Espanya 20 de novembre de 2024 Dura interior | Martín Carpena, Màlaga, Espanya 20 de novembre de 2024 Dura interior  | · Itàlia · 2 |     |   |             |
| \| \| [1] \| \| 1 \| 2 \| 3 \| \| \| - \| ------------------- \| --------------------------------------------------------------------- \| --- \| --- \| - \| ----------- \| \| 1 \| Eslovàquia · Itàlia \| Viktória Hrunčáková Lucia Bronzetti \| 2 6 \| 4 6 \| \| \| \| 2 \| Eslovàquia · Itàlia \| Rebecca Šramková Jasmine Paolini \| 2 6 \| 1 6 \| \| \| \| 3 \| Eslovàquia · Itàlia \| Viktória Hrunčáková / Tereza Mihalíková Sara Errani / Jasmine Paolini \| \| \| \| no disputat \| |                                                                      |                                                                       |              |     |   |             |
| | [ 1 ]                                                                |                                                                       | 1            | 2   | 3 |             |
| 1 | Eslovàquia · Itàlia                                                  | Viktória Hrunčáková Lucia Bronzetti                                   | 2 6          | 4 6 |   |             |
| 2 | Eslovàquia · Itàlia                                                  | Rebecca Šramková Jasmine Paolini                                      | 2 6          | 1 6 |   |             |
| 3 | Eslovàquia · Itàlia                                                  | Viktória Hrunčáková / Tereza Mihalíková Sara Errani / Jasmine Paolini |              |     |   | no disputat |

## Fase classificació
Data: 12−14 d'abril de 2024
16 equips nacionals van participar en aquesta ronda per classificar-se per la fase final en sèries basades en el format local-visitant tradicional de la Copa Federació:
- 8 equips participants en les Billie Jean King Cup Finals 2023 excepte els finalistes
- 8 equips guanyadors dels Play-offs de l'edició anterior

Els nou equips vencedors d'aquesta fase es van classificar per les Billie Jean King Cup Finals 2024, mentre que els vuit equips perdedors van accedir als Play-offs d'aquesta edició de la competició.
| Seu (superfície)                                                  | Equip local      | Resultat | Equip visitant |
| ----------------------------------------------------------------- | ---------------- | -------- | -------------- |
| Pat Rafter Arena, Brisbane, Austràlia (dura)                      | Austràlia (1)    | 4 − 0    | Mèxic          |
| Jan Group Arena, Biel/Bienne, Suïssa (dura interior)              | Suïssa (2)       | 0 − 4    | Polònia        |
| Le Chaudron, Le Portel, França (terra batuda interior)            | França (3)       | 1 − 3    | Regne Unit     |
| USTA National Campus, Orlando, Estats Units (dura)                | Estats Units (4) | 4 − 0    | Bèlgica        |
| Ariake Coliseum, Tòquio, Japó (dura interior)                     | Japó             | 3 − 1    | Kazakhstan (5) |
| Ginásio Ibirapuera, São Paulo, Brasil (terra batuda interior)     | Brasil           | 1 − 3    | Alemanya (6)   |
| Peugeot Arena in NTC, Bratislava, Eslovàquia (dura interior)      | Eslovàquia (7)   | 4 − 0    | Eslovènia      |
| Racquet Park Drive, Fernandina Beach, Estats Units (terra batuda) | Ucraïna          | 2 − 3    | Romania (8)    |

## Play-offs
Dates: 15−17 de novembre de 2024
16 equips nacionals van participar en aquesta ronda per classificar-se per la fase final de la següent edició del torneig, en sèries basades en el format local-visitant tradicional. Els vuit guanyadors es classificaven per la fase de classificació mentre que els vuit equips perdedors retornaven als Grups I continentals per la següent edició. Els participants foren els següents:
- 9 equips perdedors de la fase classificatòria
- 7 equips classificats dels Grups I continentals

| Equips caps de sèrie 1. Suïssa (núm. 7) 2. Kazakhstan (núm. 13) 3. França (núm. 14) 4. Eslovènia (núm. 16) 5. Bèlgica (núm. 17) 6. Ucraïna (núm. 18) 7. Brasil (núm. 19) 8. Mèxic (núm. 20) | Equips no caps de sèrie - Països Baixos (núm. 21) - Argentina (núm. 22) - R.P. de la Xina (núm. 23) - Àustria (núm. 24) - Colòmbia (núm. 25) - Sèrbia (núm. 26) - Corea del Sud (núm. 32) - Dinamarca (núm. 33) |

| Seu (superfície)                                                  | Equip local     | Resultat | Equip visitant |
| ----------------------------------------------------------------- | --------------- | -------- | -------------- |
| Swiss Tennis Arena, Biel/Bienne, Suïssa (dura interior)           | Suïssa (1)      | 4 − 0    | Sèrbia         |
| National Tennis Center, Astanà, Kazakhstan (dura interior)        | Kazakhstan (2)  | 3 − 1    | Corea del Sud  |
| Hatogrande Country Club, Bogotà, Colòmbia (terra batuda)          | Colòmbia        | 3 − 2    | França (3)     |
| Bela dvorana Velenje, Velenje, Eslovènia (terra batuda interior)  | Eslovènia (4)   | 1 − 3    | Països Baixos  |
| Guangzhou Nansha International Tennis Center, Canton, Xina (dura) | R.P. de la Xina | 3 − 2    | Bèlgica (5)    |
| The Courts McKinney, McKinney, Estats Units (dura interior)       | Ucraïna (6)     | 3 − 2    | Àustria        |
| Ginásio Ibirapuera, São Paulo, Brasil (terra batuda interior)     | Brasil (7)      | 3 − 2    | Argentina      |
| Farum Arena, Farum, Dinamarca (dura interior)                     | Dinamarca       | 3 − 2    | Mèxic (8)      |

## Sector Àfrica/Europa

### Grup I
Els partits del Grup I del sector africano-europeu es van disputar entre el 8 i el 13 d'abril de 2024 sobre terra batuda en el Complexo de tenis do Jamor d'Oeiras (Portugal). Els dotze equips es van dividir en tres grups de quatre equips, on els primers de cada grup, més el guanyador d'una eliminatòria entre el segon millor classificat, van accedir al play-off de la fase classificatòria. Els darrers classificat de cada grup van disputar una eliminatòria per decidir els dos equips que van descendir al Grup II del sector Àfrica/Europa.

#### Fase grups
Grup A
|           | Àustria | Bulgària | Dinamarca | Hongria | V − D | Partits | Pos. |
| Àustria   |         | 1−2      | 2−1       | 2−1     | 2 − 1 | 5 − 4   | 1    |
| Bulgària  | 2−1     |          | 1−2       | 1−2     | 1 − 2 | 4 − 5   | 4    |
| Dinamarca | 1−2     | 2−1      |           | 2−1     | 2 − 1 | 5 − 4   | 2    |
| Hongria   | 1−2     | 2−1      | 1−2       |         | 1 − 2 | 4 − 5   | 3    |

Grup B
|               | Letònia | Països Baixos | Portugal | Turquia | V − D | Partits | Pos. |
| Letònia       |         | 1−2           | 3−0      | 2−1     | 2 − 1 | 6 − 3   | 2    |
| Països Baixos | 2−1     |               | 3−0      | 2−1     | 3 − 0 | 7 − 2   | 1    |
| Portugal      | 0−3     | 1−2           |          | 0−3     | 0 − 3 | 1 − 8   | 4    |
| Turquia       | 1−2     | 1−2           | 2−1      |         | 1 − 2 | 4 − 5   | 3    |

Grup C
|         | Grècia | Noruega | Sèrbia | Suècia | V − D | Partits | Pos. |
| Grècia  |        | 3−0     | 1−2    | 2−1    | 2 − 1 | 6 − 3   | 2    |
| Noruega | 0−3    |         | 0−3    | 1−2    | 0 − 3 | 1 − 8   | 4    |
| Sèrbia  | 2−1    | 3−0     |        | 3−0    | 3 − 0 | 8 − 1   | 1    |
| Suècia  | 1−2    | 2−1     | 0−3    |        | 1 − 2 | 3 − 6   | 3    |

#### Fase play-offs
Play-off 1r a 3r
|               | Àustria | Països Baixos | Sèrbia | V − D | Partits | Pos. |
| Àustria       |         | 1−2           | 2−0    | 1 − 1 | 3 − 2   | 2    |
| Països Baixos | 2−1     |               | 2−1    | 2 − 0 | 4 − 2   | 1    |
| Sèrbia        | 0−2     | 1−2           |        | 0 − 2 | 1 − 4   | 3    |

Play-off 4t a 6è
|           | Dinamarca | Letònia | Grècia | V − D | Partits | Pos. |
| Dinamarca |           | 2−0     | 2−1    | 2 − 0 | 4 − 1   | 1    |
| Letònia   | 0−2       |         | 0−3    | 0 − 2 | 0 − 5   | 3    |
| Grècia    | 1−2       | 3−0     |        | 1 − 1 | 4 − 2   | 2    |

Play-off 7è a 9è
|         | Hongria | Turquia | Suècia | V − D | Partits | Pos. |
| Hongria |         | 0−3     | 3−0    | 1 − 1 | 3 − 3   | 2    |
| Turquia | 3−0     |         | 2−1    | 2 − 0 | 5 − 1   | 1    |
| Suècia  | 0−3     | 1−2     |        | 0 − 2 | 1 − 5   | 3    |

Play-off 10è a 12è
|          | Bulgària | Portugal | Noruega | V − D | Partits | Pos. |
| Bulgària |          | 1−2      | 2−1     | 1 − 1 | 3 − 3   | 2    |
| Portugal | 2−1      |          | 2−1     | 2 − 0 | 4 − 2   | 1    |
| Noruega  | 1−2      | 1−2      |         | 0 − 2 | 2 − 4   | 3    |

### Grup II
Els partits del Grup II del sector africano-europeu es van disputar entre el 8 i el 13 d'abril de 2024 sobre pista dura al SEB Arena de Vílnius (Lituània). Els onze equips es van dividir en dos grups de quatre i un de tres equips. Els primers de cada grup es van enfrontar en una eliminatòria per decidir els dos equips que van accedir al grup I del sector Àfrica/Europa, i els darrers classificat de cada grup es van enfrontar per decidir els equips que van descendir al Grup III del sector Àfrica/Europa.

#### Fase grups
Grup A
|                    | Croàcia | Estònia | Macedònia del Nord | V − D | Partits | Pos. |
| Croàcia            |         | 3−0     | 3−0                | 2 − 0 | 6 − 0   | 1    |
| Estònia            | 0−3     |         | 1−2                | 0 − 2 | 1 − 5   | 3    |
| Macedònia del Nord | 0−3     | 2−1     |                    | 1 − 1 | 2 − 4   | 2    |

Grup B
|                      | Bòsnia i Hercegovina | Israel | Lituània | Marroc | V − D | Partits | Pos. |
| Bòsnia i Hercegovina |                      | 0−3    | 1−2      | 3−0    | 1 − 2 | 4 − 5   | 3    |
| Israel               | 3−0                  |        | 1−2      | 1−2    | 1 − 2 | 5 − 4   | 2    |
| Lituània             | 2−1                  | 2−1    |          | 2−1    | 3 − 0 | 6 − 3   | 1    |
| Marroc               | 0−3                  | 2−1    | 1−2      |        | 1 − 2 | 3 − 6   | 4    |

Grup C
|         | Egipte | Geòrgia | Kosovo | Malta | V − D | Partits | Pos. |
| Egipte  |        | 1−2     | 3−0    | 3−0   | 2 − 1 | 7 − 2   | 1    |
| Geòrgia | 2−1    |         | 1−2    | 3−0   | 2 − 1 | 6 − 3   | 2    |
| Kosovo  | 0−3    | 2−1     |        | 3−0   | 2 − 1 | 5 − 4   | 3    |
| Malta   | 0−3    | 0−3     | 0−3    |       | 0 − 3 | 0 − 9   | 4    |

#### Fase play-offs
Play-off 1r a 3r
|          | Croàcia | Lituània | Egipte | V − D | Partits | Pos. |
| Croàcia  |         | 2−0      | 3−0    | 2 − 0 | 5 − 0   | 1    |
| Lituània | 0−2     |          | 2−1    | 1 − 1 | 2 − 3   | 2    |
| Egipte   | 0−3     | 1−2      |        | 0 − 2 | 1 − 5   | 3    |

Play-off 4t a 6è
|                    | Macedònia del Nord | Israel | Geòrgia | V − D | Partits | Pos. |
| Macedònia del Nord |                    | 2−1    | 2−1     | 2 − 0 | 4 − 2   | 1    |
| Israel             | 1−2                |        | 2−1     | 1 − 1 | 3 − 3   | 2    |
| Geòrgia            | 1−2                | 1−2    |         | 0 − 2 | 2 − 4   | 3    |

Play-off 7è a 9è
|                      | Estònia | Bòsnia i Hercegovina | Kosovo | V − D | Partits | Pos. |
| Estònia              |         | 2−1                  | 3−0    | 2 − 0 | 5 − 1   | 1    |
| Bòsnia i Hercegovina | 1−2     |                      | 2−1    | 1 − 1 | 3 − 3   | 2    |
| Kosovo               | 0−3     | 1−2                  |        | 0 − 2 | 1 − 5   | 3    |

Play-off 10è a 11è
| Ronda     | Equip A | Resultat | Equip B |
| --------- | ------- | -------- | ------- |
| Desè/Onzè | Marroc  | 3 − 0    | Malta   |

### Grup III (Àfrica)
Els partits del Grup III del sector africà es van disputar al Nairobi Club de Nairobi (Kenya) sobre terra batuda entre el 10 i el 15 de juny de 2024. Es van disputar dues fases de round-robin, en la primera fase es van distribuir en tres grups de quatre equips, i segons la posició aconseguida, es van redistribuir en quatre grups. El grup dels guanyadors de la primera fase es van disputar l'única plaça d'ascens al Grup II africano-europeu, mentre que el grup dels perdedors es van disputar l'única plaça de descens al Grup IV africà.

#### Fase grups
Grup A
|            | Madagascar | Namíbia | Sud-àfrica | Zimbàbue | V − D | Partits | Pos. |
| Madagascar |            | 3−0     | 0−3        | 1−2      | 1 − 2 | 4 − 5   | 3    |
| Namíbia    | 0−3        |         | 0−3        | 0−3      | 0 − 3 | 0 − 9   | 4    |
| Sud-àfrica | 3−0        | 3−0     |            | 2−1      | 3 − 0 | 8 − 1   | 1    |
| Zimbàbue   | 2−1        | 3−0     | 1−2        |          | 2 − 1 | 6 − 3   | 2    |

Grup B
|         | Burundi | Kenya | Maurici | Tunísia | V − D | Partits | Pos. |
| Burundi |         | 1−2   | 3−0     | 2−1     | 2 − 1 | 6 − 3   | 2    |
| Kenya   | 2−1     |       | 3−0     | 2−1     | 3 − 0 | 7 − 2   | 1    |
| Maurici | 0−3     | 0−3   |         | 0−3     | 0 − 3 | 0 − 9   | 4    |
| Tunísia | 1−2     | 1−2   | 3−0     |         | 1 − 2 | 5 − 4   | 3    |

Grup C
|          | Botswana | Ghana | Nigèria | Uganda | V − D | Partits | Pos. |
| Botswana |          | 2−1   | 1−2     | 3−0    | 2 − 1 | 6 − 3   | 2    |
| Ghana    | 1−2      |       | 0−3     | 3−0    | 1 − 2 | 4 − 5   | 3    |
| Nigèria  | 2−1      | 3−0   |         | 3−0    | 3 − 0 | 8 − 1   | 1    |
| Uganda   | 0−3      | 0−3   | 0−3     |        | 0 − 3 | 0 − 9   | 4    |

#### Fase play-offs
Play-off 1r a 3r
|            | Sud-àfrica | Kenya | Nigèria | V − D | Partits | Pos. |
| Sud-àfrica |            | 3−0   | 3−0     | 2 − 0 | 6 − 0   | 1    |
| Kenya      | 0−3        |       | 1−2     | 0 − 2 | 1 − 5   | 3    |
| Nigèria    | 0−3        | 2−1   |         | 1 − 1 | 2 − 4   | 2    |

Play-off 4t a 6è
|          | Zimbàbue | Burundi | Botswana | V − D | Partits | Pos. |
| Zimbàbue |          | 2−1     | 3−0      | 2 − 0 | 5 − 1   | 1    |
| Burundi  | 1−2      |         | 1−2      | 0 − 2 | 2 − 4   | 3    |
| Botswana | 0−3      | 2−1     |          | 1 − 1 | 2 − 4   | 2    |

Play-off 7è a 9è
|            | Madagascar | Tunísia | Ghana | V − D | Partits | Pos. |
| Madagascar |            | 2−1     | 3−0   | 2 − 0 | 5 − 1   | 1    |
| Tunísia    | 1−2        |         | 3−0   | 1 − 1 | 4 − 2   | 2    |
| Ghana      | 0−3        | 0−3     |       | 0 − 2 | 0 − 6   | 3    |

Play-off 10è a 12è
|         | Namíbia | Maurici | Uganda | V − D | Partits | Pos. |
| Namíbia |         | 2−1     | 1−2    | 1 − 1 | 3 − 3   | 2    |
| Maurici | 1−2     |         | 0−3    | 0 − 2 | 1 − 5   | 3    |
| Uganda  | 2−1     | 3−0     |        | 2 − 0 | 5 − 1   | 1    |

### Grup III (Europa)
Els partits del Grup III del sector europeu es van disputar al Chisinau Arena Tennis Club de Chisinau (Moldàvia) sobre pista dura entre el 17 i el 22 de juny de 2024. Els onze equips es van dividir en un grup de tres equips i dos grups de quatre, on els primers classificats de cada grup es van enfrontar en un altre grup per decidir l'equip que va ascendir al Grup II africano-europeu.

#### Fase grups
Grup A
|           | Finlàndia | Islàndia | Moldàvia | V − D | Partits | Pos. |
| Finlàndia |           | 3−0      | 2−1      | 2 − 0 | 5 − 1   | 1    |
| Islàndia  | 0−3       |          | 0−3      | 1 − 1 | 0 − 6   | 3    |
| Moldàvia  | 1−2       | 3−0      |          | 0 − 2 | 4 − 2   | 2    |

Grup B
|            | Albània | Armènia | San Marino | Xipre | V − D | Partits | Pos. |
| Albània    |         | 0−3     | 1−2        | 0−3   | 0 − 3 | 1 − 8   | 4    |
| Armènia    | 3−0     |         | 3−0        | 0−3   | 2 − 1 | 6 − 3   | 2    |
| San Marino | 2−1     | 0−3     |            | 0−3   | 1 − 2 | 2 − 7   | 3    |
| Xipre      | 3−0     | 3−0     | 3−0        |       | 3 − 0 | 9 − 0   | 1    |

Grup C
|             | Azerbaidjan | Irlanda | Luxemburg | Montenegro | V − D | Partits | Pos. |
| Azerbaidjan |             | 0−3     | 0−3       | 0−3        | 0 − 3 | 0 − 9   | 4    |
| Irlanda     | 3−0         |         | 3−0       | 2−1        | 3 − 0 | 8 − 1   | 1    |
| Luxemburg   | 3−0         | 0−3     |           | 3−0        | 2 − 1 | 6 − 3   | 2    |
| Montenegro  | 3−0         | 1−2     | 0−3       |            | 1 − 2 | 4 − 5   | 3    |

#### Fase play-offs
Play-off 1r a 3r
|           | Finlàndia | Xipre | Irlanda | V − D | Partits | Pos. |
| Finlàndia |           | 1−2   | 2−1     | 1 − 1 | 3 − 3   | 2    |
| Xipre     | 2−1       |       | 3−0     | 2 − 0 | 5 − 1   | 1    |
| Irlanda   | 1−2       | 0−3   |         | 0 − 2 | 1 − 5   | 3    |

Play-off 4t a 6è
|           | Moldàvia | Armènia | Luxemburg | V − D | Partits | Pos. |
| Moldàvia  |          | 2−0     | 3−0       | 2 − 0 | 5 − 0   | 1    |
| Armènia   | 0−2      |         | 2−1       | 1 − 1 | 2 − 3   | 2    |
| Luxemburg | 0−3      | 1−2     |           | 0 − 2 | 1 − 5   | 3    |

Play-off 7è a 9è
|            | Islàndia | San Marino | Montenegro | V − D | Partits | Pos. |
| Islàndia   |          | 1−2        | 0−3        | 0 − 2 | 1 − 5   | 3    |
| San Marino | 2−1      |            | 0−2        | 1 − 1 | 2 − 3   | 2    |
| Montenegro | 3−0      | 2−0        |            | 2 − 0 | 5 − 1   | 1    |

Play-off 10è a 11è
| Ronda     | Equip A | Resultat | Equip B     |
| --------- | ------- | -------- | ----------- |
| Desè/Onzè | Albània | 2 − 1    | Azerbaidjan |

### Grup IV (Àfrica)
Els partits del Grup IV del sector africà es van disputar a l'Ecology Club Kigali de Kigali (Ruanda) sobre terra batuda entre el 10 i el 15 de juny de 2024. Els deu països es van dividir en dos grups de cinc equips, on els primers de cada grup van disputar una eliminatòria per decidir l'equip que va ascendir el Grup III del sector africà.
Grup A
|         | Camerun | Etiòpia | Lesotho | Ruanda | Togo | V − D | Partits | Pos. |
| Camerun |         | 2−1     | 3−0     | 2−1    | 1−2  | 3 − 1 | 8 − 4   | 2    |
| Etiòpia | 1−2     |         | 2−1     | 0−3    | 0−3  | 1 − 3 | 3 − 9   | 4    |
| Lesotho | 0−3     | 1−2     |         | 0−3    | 0−3  | 0 − 4 | 1 − 11  | 5    |
| Ruanda  | 1−2     | 3−0     | 3−0     |        | 1−2  | 2 − 2 | 8 − 4   | 3    |
| Togo    | 2−1     | 3−0     | 3−0     | 2−1    |      | 4 − 0 | 10 − 2  | 1    |

Grup B
|                | Algèria | Angola | R.D. del Congo | Moçambic | Tanzània | V − D | Partits | Pos. |
| Algèria        |         | 3−0    | 3−0            | 3−0      | 3−0      | 4 − 0 | 12 − 0  | 1    |
| Angola         | 0−3     |        | 0−3            | 0−3      | 0−3      | 0 − 4 | 0 − 12  | 5    |
| R.D. del Congo | 0−3     | 3−0    |                | 1−2      | 0−3      | 1 − 3 | 4 − 8   | 4    |
| Moçambic       | 0−3     | 3−0    | 2−1            |          | 0−3      | 2 − 2 | 5 − 7   | 3    |
| Tanzània       | 0−3     | 3−0    | 3−0            | 3−0      |          | 3 − 1 | 9 − 3   | 2    |

Play-offs
| Ronda        | Equip A | Resultat | Equip B        |
| ------------ | ------- | -------- | -------------- |
| Ascens       | Togo    | 0 − 3    | Algèria        |
| Tercer/Quart | Camerun | 3 − 0    | Tanzània       |
| Cinquè/Sisè  | Ruanda  | 3 − 0    | Moçambic       |
| Setè/Vuitè   | Etiòpia | 2 − 1    | R.D. del Congo |
| Novè/Desè    | Lesotho | 2 − 1    | Angola         |

## Sector Amèrica

### Grup I
Els partits del Grup I del sector americà es van disputar entre el 8 i el 13 d'abril de 2024 sobre terra batuda en el Club Los Lagartos de Bogotà (Colòmbia). Els sis equips es van encabir en un sol grup on els dos primers classificats van accedir al play-off de la fase classificatòria. Els dos últims del grup van descendir al Grup II del sector Amèrica.
|           | Argentina | Colòmbia | Equador | Perú | Veneçuela | Xile | V−D   | Partits | Pos. |
| Argentina |           | 1−2      | 3−0     | 2−1  | 3−0       | 3−0  | 4 − 1 | 12 − 3  | 2    |
| Colòmbia  | 2−1       |          | 3−0     | 3−0  | 3−0       | 1−2  | 4 − 1 | 12 − 3  | 1    |
| Equador   | 0−3       | 0−3      |         | 1−2  | 1−2       | 1−2  | 0 − 5 | 3 − 12  | 6    |
| Perú      | 1−2       | 0−3      | 2−1     |      | 1−2       | 0−3  | 1 − 4 | 4 − 11  | 5    |
| Veneçuela | 0−3       | 0−3      | 2−1     | 2−1  |           | 2−1  | 3 − 2 | 6 − 9   | 3    |
| Xile      | 0−3       | 2−1      | 2−1     | 3−0  | 1−2       |      | 3 − 2 | 8 − 7   | 4    |

### Grup II
Els partits del Grup II del sector americà es van disputar entre el 22 i el 27 de juliol de 2024 sobre pista dura en el Centro Nacional De Tenis Parque Del Este de Santo Domingo (República Dominicana). Els vuit equips es van dividir en dos grups de quatre equips. Els dos primers classificats de cada grup es van enfrontar en una eliminatòria creuada, on els dos guanyadors van ascendir al grup I del sector Amèrica, els dos pitjors classificats de cada grup es van enfrontar en una eliminatòria creuada per decidir els dos perdedors que van descendir al Grup III del sector Amèrica.
Grup A
|                      | República Dominicana | Guatemala | Paraguai | Puerto Rico | V − D | Partits | Pos. |
| República Dominicana |                      | 2−1       | 0−3      | 2−1         | 2 − 1 | 4 − 5   | 3    |
| Guatemala            | 1−2                  |           | 3−0      | 2−1         | 2 − 1 | 6 − 3   | 1    |
| Paraguai             | 3−0                  | 0−3       |          | 2−1         | 2 − 1 | 5 − 4   | 2    |
| Puerto Rico          | 1−2                  | 1−2       | 1−2      |             | 0 − 3 | 3 − 6   | 4    |

Grup B
|          | Bolívia | Cuba | Hondures | Uruguai | V − D | Partits | Pos. |
| Bolívia  |         | 3−0  | 2−1      | 2−1     | 3 − 0 | 7 − 2   | 1    |
| Cuba     | 0−3     |      | 0−3      | 0−3     | 0 − 3 | 0 − 9   | 4    |
| Hondures | 1−2     | 3−0  |          | 2−1     | 2 − 1 | 6 − 3   | 2    |
| Uruguai  | 1−2     | 3−0  | 1−2      |         | 1 − 2 | 5 − 4   | 3    |

Play-offs
| Ronda   | Equip A              | Resultat | Equip B  |
| ------- | -------------------- | -------- | -------- |
| Ascens  | Guatemala            | 2 − 0    | Hondures |
| Ascens  | Paraguai             | 2 − 1    | Bolívia  |
| Descens | República Dominicana | 2 − 0    | Cuba     |
| Descens | Puerto Rico          | 2 − 1    | Uruguai  |

### Grup III
Els partits del Grup III del sector americà es van disputar entre el 5 i el 10 d'agost de 2024 sobre pista dura en el National Racquet Centre de Tacarigua (Trinitat i Tobago). Els deu països es van dividir en dos grups de cinc equips, els dos primers de cada grup es van enfrontar en una eliminatòria per decidir els dos equips que van ascendir al Grup II del sector americà.
Grup A
|                   | Antigua i Barbuda | Bahames | Barbados | Jamaica | Trinitat i Tobago | V − D | Partits | Pos. |
| Antigua i Barbuda |                   | 0−3     | 0−3      | 0−3     | 0−3               | 0 − 4 | 0 − 12  | 5    |
| Bahames           | 3−0               |         | 0−3      | 1−2     | 1−2               | 1 − 3 | 5 − 7   | 4    |
| Barbados          | 3−0               | 3−0     |          | 2−1     | 2−1               | 4 − 0 | 10 − 2  | 1    |
| Jamaica           | 3−0               | 2−1     | 1−2      |         | 3−0               | 3 − 1 | 9 − 3   | 2    |
| Trinitat i Tobago | 3−0               | 2−1     | 1−2      | 0−3     |                   | 2 − 2 | 6 − 6   | 3    |

Grup B
|             | Aruba | Bermudes | Costa Rica | El Salvador | Saint Lucia | V − D | Partits | Pos. |
| Aruba       |       | 1−2      | 0−3        | 0−3         | 0−3         | 0 − 4 | 1 − 11  | 5    |
| Bermudes    | 2−1   |          | 0−3        | 0−3         | 0−3         | 1 − 4 | 2 − 10  | 4    |
| Costa Rica  | 3−0   | 3−0      |            | 3−0         | 3−0         | 4 − 0 | 12 − 0  | 1    |
| El Salvador | 3−0   | 3−0      | 0−3        |             | 3−0         | 3 − 1 | 9 − 3   | 2    |
| Saint Lucia | 3−0   | 3−0      | 0−3        | 0−3         |             | 2 − 2 | 6 − 6   | 3    |

Play-offs
| Ronda       | Equip A           | Resultat | Equip B     |
| ----------- | ----------------- | -------- | ----------- |
| Ascens      | Barbados          | 2 − 1    | El Salvador |
| Ascens      | Jamaica           | 1 − 2    | Costa Rica  |
| Cinquè/Sisè | Trinitat i Tobago | 2 − 0    | Saint Lucia |
| Setè/Vuitè  | Bahames           | 1 − 2    | Bermudes    |
| Novè/Desè   | Antigua i Barbuda | 2 − 0    | Aruba       |

## Sector Àsia/Oceania

### Grup I
Els partits del Grup I del sector asiàtico-oceànic es van disputar entre el 8 i el 13 d'abril de 2024 sobre terra batuda en el Moon Island Clay Park de Changsha (Xina). Els sis equips es van encabir en un sol grup on els dos primers classificats van accedir al ply-off de la fase classificatòria i els dos darrers classificats van descendir al Grup II del sector Àsia/Oceania.
|                 | Corea del Sud | Índia | Nova Zelanda | Pacific Oceania | R.P. de la Xina | Xina Taipei | V − D | Partits | Pos. |
| Corea del Sud   |               | 1−2   | 3−0          | 3−0             | 1−2             | 3−0         | 3 − 2 | 11 − 4  | 2    |
| Índia           | 2−1           |       | 1−2          | 3−0             | 0−3             | 2−1         | 3 − 2 | 8 − 7   | 3    |
| Nova Zelanda    | 0−3           | 2−1   |              | 3−0             | 0−3             | 2−1         | 3 − 2 | 7 − 8   | 4    |
| Pacific Oceania | 0−3           | 0−3   | 0−3          |                 | 0−3             | 0−2         | 0 − 5 | 0 − 14  | 6    |
| R.P. de la Xina | 2−1           | 3−0   | 3−0          | 3−0             |                 | 2−1         | 5 − 0 | 13 − 2  | 1    |
| Xina Taipei     | 0−3           | 1−2   | 1−2          | 2−0             | 1−2             |             | 1 − 4 | 5 − 9   | 5    |

### Grup II
Els partits del Grup II del sector asiàtic-oceànic es van disputar entre el 15 i el 20 de juliol de 2024 sobre pista dura en el National Tennis Center de Kuala Lumpur (Malàisia). Els onze països es van dividir en dos grups de quatre equips i un de tres equips, on els dos primers classificats de cada grup es van enfrontar en una eliminatòria per decidir els dos equips que van ascendir al Grup I del sector asiàtic-oceànic, mentre que els dos pitjors de cada grup es van enfrontar en una eliminatòria per decidir els dos equips que van descendir al Grup III del sector.

#### Fase grups
Grup A
|           | Indonèsia | Iran | Tailàndia | V − D | Partits | Pos. |
| Indonèsia |           | 3−0  | 1−2       | 1 − 1 | 4 − 2   | 2    |
| Iran      | 0−3       |      | 1−2       | 0 − 2 | 1 − 5   | 3    |
| Tailàndia | 2−1       | 2−1  |           | 2 − 0 | 4 − 2   | 1    |

Grup B
|           | Hong Kong | Mongòlia | Pakistan | Singapur | V − D | Partits | Pos. |
| Hong Kong |           | 2−1      | 3−0      | 3−0      | 3 − 0 | 8 − 1   | 1    |
| Mongòlia  | 1−2       |          | 3−0      | 3−0      | 2 − 1 | 7 − 2   | 2    |
| Pakistan  | 0−3       | 0−3      |          | 0−3      | 0 − 3 | 0 − 9   | 4    |
| Singapur  | 0−3       | 0−3      | 3−0      |          | 1 − 2 | 3 − 6   | 3    |

Grup C
|             | Kirguizstan | Malàisia | Sri Lanka | Uzbekistan | V − D | Partits | Pos. |
| Kirguizstan |             | 1−2      | 2−1       | 0−3        | 1 − 2 | 3 − 6   | 3    |
| Malàisia    | 2−1         |          | 3−0       | 2−1        | 3 − 0 | 7 − 2   | 1    |
| Sri Lanka   | 1−2         | 0−3      |           | 0−3        | 0 − 3 | 1 − 8   | 4    |
| Uzbekistan  | 3−0         | 1−2      | 3−0       |            | 2 − 1 | 7 − 2   | 2    |

#### Fase play-offs
Play-off 1r a 3r
|           | Tailàndia | Hong Kong | Malàisia | V − D | Partits | Pos. |
| Tailàndia |           | 3−0       | 3−0      | 2 − 0 | 6 − 0   | 1    |
| Hong Kong | 0−3       |           | 2−0      | 1 − 1 | 2 − 3   | 2    |
| Malàisia  | 0−3       | 0−2       |          | 0 − 2 | 0 − 5   | 3    |

Play-off 4t a 6è
|            | Indonèsia | Mongòlia | Uzbekistan | V − D | Partits | Pos. |
| Indonèsia  |           | 2−1      | 2−1        | 2 − 0 | 4 − 2   | 1    |
| Mongòlia   | 1−2       |          | 2−1        | 1 − 1 | 3 − 3   | 2    |
| Uzbekistan | 1−2       | 1−2      |            | 0 − 2 | 2 − 4   | 3    |

Play-off 7è a 9è
|             | Iran | Singapur | Kirguizstan | V − D | Partits | Pos. |
| Iran        |      | 1−2      | 3−0         | 1 − 1 | 4 − 2   | 2    |
| Singapur    | 2−1  |          | 3−0         | 2 − 0 | 5 − 1   | 1    |
| Kirguizstan | 0−3  | 0−3      |             | 0 − 2 | 0 − 6   | 3    |

Play-off 10è a 11è
| Ronda     | Equip A  | Resultat | Equip B   |
| --------- | -------- | -------- | --------- |
| Desè/Onzè | Pakistan | 3 − 0    | Sri Lanka |

### Grup III
Els partits del Grup III del sector asiàtico-oceànic es van disputar entre el 25 i el 30 de novembre de 2024 sobre pista dura en el Bahrain Tennis Club de Al-Manama (Bahrain). Els disset equips es van dividir en tres grups de quatre i un de cinc equips, on els primers classificats de cada grup es van enfrontar en una eliminatòria per decidir els dos països que van ascendir al Grup II del sector.
Grup A
|                                | Brunei | Macau | Illes Mariannes Septentrionals | Vietnam | V − D | Partits | Pos. |
| Brunei                         |        | 0−3   | 0−3                            | 0−3     | 0 − 3 | 0 − 9   | 4    |
| Macau                          | 3−0    |       | 0−3                            | 1−2     | 1 − 2 | 4 − 5   | 3    |
| Illes Mariannes Septentrionals | 3−0    | 3−0   |                                | 2−1     | 3 − 0 | 8 − 1   | 1    |
| Vietnam                        | 3−0    | 2−1   | 1−2                            |         | 2 − 1 | 6 − 3   | 2    |

Grup B
|           | Filipines | Guam | Nepal | Qatar | V − D | Partits | Pos. |
| Filipines |           | 3−0  | 3−0   | 3−0   | 3 − 0 | 9 − 0   | 1    |
| Guam      | 0−3       |      | 0−3   | 1−2   | 0 − 3 | 1 − 8   | 4    |
| Nepal     | 0−3       | 3−0  |       | 2−1   | 2 − 1 | 5 − 4   | 2    |
| Qatar     | 0−3       | 2−1  | 1−2   |       | 1 − 2 | 3 − 6   | 3    |

Grup C
|                | Aràbia Saudita | Bahrain | Laos | Turkmenistan | V − D | Partits | Pos. |
| Aràbia Saudita |                | 3−0     | 1−2  | 1−2          | 1 − 2 | 5 − 4   | 3    |
| Bahrain        | 0−3            |         | 1−2  | 0−3          | 0 − 3 | 1 − 8   | 4    |
| Laos           | 2−1            | 2−1     |      | 2−1          | 3 − 0 | 6 − 3   | 1    |
| Turkmenistan   | 2−1            | 3−0     | 1−2  |              | 2 − 1 | 6 − 3   | 2    |

Grup D
|             | Bhutan | Iraq | Maldives | Myanmar | Tadjikistan | V − D | Partits | Pos. |
| Bhutan      |        | 1−2  | 0−3      | 0−3     | 1−2         | 0 − 4 | 2 − 10  | 5    |
| Iraq        | 2−1    |      | 0−3      | 0−3     | 1−2         | 1 − 3 | 3 − 9   | 4    |
| Maldives    | 3−0    | 3−0  |          | 1−2     | 2−1         | 3 − 1 | 9 − 3   | 2    |
| Myanmar     | 3−0    | 3−0  | 2−1      |         | 3−0         | 4 − 0 | 11 − 1  | 1    |
| Tadjikistan | 2−1    | 2−1  | 1−2      | 0−3     |             | 2 − 2 | 5 − 7   | 3    |

Play-offs
| Ronda        | Equip A                        | Resultat | Equip B        |
| ------------ | ------------------------------ | -------- | -------------- |
| Ascens       | Illes Mariannes Septentrionals | 2 − 1    | Myanmar        |
| Ascens       | Filipines                      | 2 − 0    | Laos           |
| Cinquè/Vuitè | Vietnam                        | 2 − 1    | Maldives       |
| Cinquè/Vuitè | Nepal                          | 2 − 1    | Turkmenistan   |
| Novè/Dotzè   | Macau                          | 3 − 0    | Tadjikistan    |
| Novè/Dotzè   | Qatar                          | 1 − 2    | Aràbia Saudita |
| Tretzè/Setzè | Brunei                         | 3 − 0    | Iraq           |
| Tretzè/Setzè | Guam                           | 3 − 0    | Bahrain        |
| Dissetè      |                                |          | Bhutan         |

## Resum
| Grup         | Grup      | Països                                                                             |
| ------------ | --------- | ---------------------------------------------------------------------------------- |
| Grup Mundial | Campió    | Itàlia                                                                             |
| Grup Mundial | Finalista | Eslovàquia                                                                         |
| Grup I       | Descens   | Bulgària, Equador, Noruega, Pacific Oceania, Perú, Xina Taipei                     |
| Grup II      | Ascens    | Croàcia, Guatemala, Hong Kong, Lituània, Paraguai, Tailàndia                       |
| Grup II      | Descens   | Cuba, Malta, Marroc, Pakistan, Sri Lanka, Uruguai                                  |
| Grup III     | Ascens    | Barbados, Costa Rica, Filipines, Illes Mariannes Septentrionals, Sud-àfrica, Xipre |
| Grup III     | Descens   | Maurici                                                                            |
| Grup IV      | Ascens    | Algèria                                                                            |